# Otto Knille

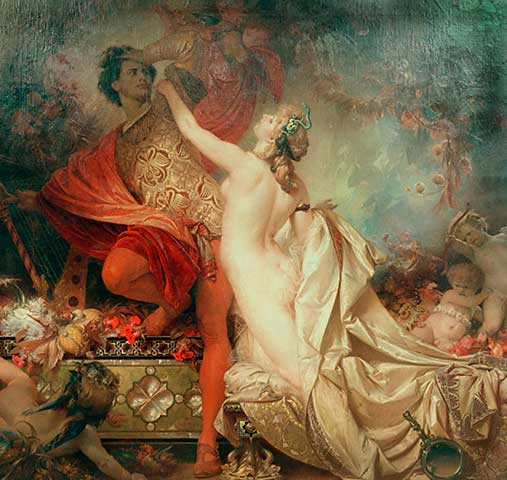
Tannhäuser et Venus, 1873

Otto Knille (né le 10 septembre 1832 à Osnabrück, mort le 7 avril 1898 à Meran) est un peintre prussien.

## Biographie
Otto Knille est le fils d'un procurateur et montre un talent artistique précoce. Il étudie à l'Académie des beaux-arts de Düsseldorf. Puis il part vivre à Paris et en 1851 à Munich où il devient un peintre de scènes historiques. De 1860 à 1862, il voyage en Italie. Georges V de Hanovre devient son mécène et Knille se fait le portraitiste de la haute bourgeoisie de Hanovre. Il se lie d'amitié avec Friedrich Kaulbach. Pour le château de Marienburg, de style néogothique, il peint des tableaux s'inspirant des légendes et des contes de fées.
En 1857, il devient le grand ami de l'écrivain Hermann Allmers et peint pour son domicile à Rechtenfleth des tableaux historiques et un portrait de Allmers. En 1865, il s'installe à Brême. Une fresque pour la Bourse de Brême est juste esquissée tandis qu'un tableau Les déesses et Brême est préparé à l'occasion de la visite de Guillaume Ier d'Allemagne.
En 1865, Otto Knille va à Berlin et reçoit les commandes du gouvernement prussien de tableaux représentant les événements et les personnages historiques. En 1877, il est professeur à l'université des arts de Berlin.

## Œuvre

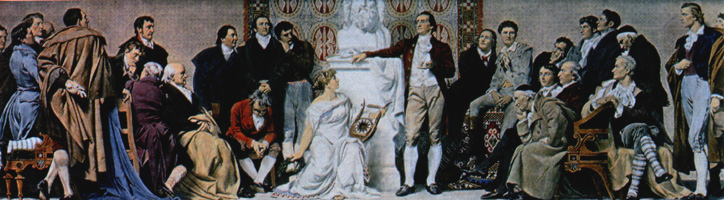
Weimar 1803, 1884

Otto Knille écrit à Berlin des monographies Réflexions d'un peintre sur son art (Grübeleien eines Malers über seine Kunst) (1887) et Volonté et pouvoir dans la peinture (Wollen und Können in der Malerei) (1897).
Un tableau connu est une peinture de 1884, Weimar 1803, qui représente une réunion fictive autour de Goethe de poètes et de penseurs de son temps : Friedrich Schiller, Alexander von Humboldt, Wilhelm von Humboldt, Johann Gottfried von Herder, Christoph Martin Wieland, Carsten Niebuhr, Friedrich Daniel Ernst Schleiermacher, Carl Friedrich Gauß, August Wilhelm Schlegel, August Wilhelm Iffland, Friedrich Maximilian Klinger, Friedrich Tieck, Jean Paul et Johann Heinrich Pestalozzi.
Ses tableaux d'histoire contemporaine évoquent la guerre franco-allemande de 1870.

## Littérature
- Hermann Allmers, Voyage à Rome (Römische Schlendertage), illustrations d'Otto Knille, 1872.
- Réflexions d'un peintre sur son art (Grübeleien eines Malers über seine Kunst), 1887 Bauhaus Universität Weimar
- Volonté et pouvoir dans la peinture (Wollen und Können in der Malerei) (1897).
- Hermann Alexander Müller: Biographisches Künstler-Lexikon. Die bekanntesten Zeitgenossen auf dem Gebiet der bildenden Künste aller Länder mit Angabe ihrer Werke. Bibliographisches Institut, Leipzig 1882, p. 302–303 (Digitalisat).